# بيل بريدن
بيل بريدن هو سياسي كندي، ولد في 1954.